# Lac Redberry
Le lac Redberry (anglais : Redberry Lake), anciennement connu en français sous le nom lac Graines Rouges, est un lac salé de la Saskatchewan (Canada). Le lac est un refuge d'oiseaux migrateurs depuis 1925. Il a été aussi désigné réserve de biosphère en 2000 par l'Unesco.

## Toponymie
Le lac tiendrait son nom de l'abondance de shépherdie du Canada (Shepherdia canadensis) sur ses rives.
Le père Émile Petitot a désigné au cours de ses voyages ce lac du nom « lac Graines Rouges ». Mgr Vital-Justin Grandin le désignait sous le nom de lac la Graine Rouge et on retrouve aussi la mention lac de la Graine Rouge. Son nom cri serait selon Petitot Mikomîn Sakáhigân.

## Géographie
Le lac Redberry est un grand lac salé et endoréique du centre-nord de la Saskatchewan.

### Hydrologie
Le premier arpentage du lac a été fait entre 1906 et 1909. L'altitude du lac a baissé continuellement depuis cette époque passant de 515 m à 507 m. Cette baisse de niveau a eu pour effet de réduire des côtes de 36 km, ainsi que de lui faire perdre 24,3 km2 en superficie et d'agrandir ses îles de 240 ha.
La profondeur maximale du lac est de 17 m.

## Protection
Le lac Redberry est reconnu réserve de biosphère par l'Unesco depuis 2000 pour une surface totale de 1 122 km2,. C'est également un refuge d'oiseaux créé en 1925, géré par le Service canadien de la faune et classé type II par l'IUCN.